# Parasmittina rouvillei
Parasmittina rouvillei is een mosdiertjessoort uit de familie van de Smittinidae. De wetenschappelijke naam van de soort is voor het eerst geldig gepubliceerd in 1902 door Calvet.